# Abadia de San Galgano

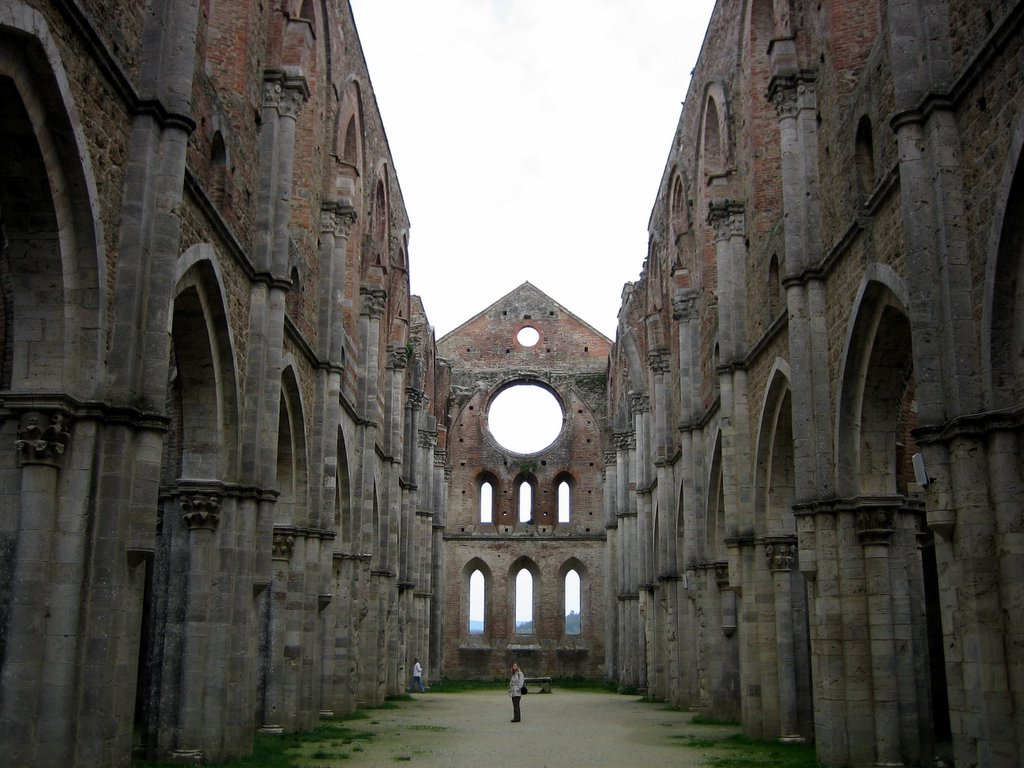
Interior da abadia.

A abadia de San Galgano é uma abadia cisterciense, situada na comuna de Chiusdino, província de Siena, a cerca de 25 km desta cidade italiana.
A abadia fica num local ermo e encontra-se em ruínas, reduzida às suas paredes e muros.